# Hélène Metzger
Hélène Emilie Metzger, geborene Bruhl, (* 26. August 1889 in Chatou bei Paris; † März 1944 oder bald darauf in Auschwitz) war eine französische Wissenschaftshistorikerin und Philosophin.

## Biografie
Hélène Metzger war die Tochter des Juweliers Paul Bruhl (1855–1922, Enkel des Rabbi (Wunderrebbe) Isaac Brühl aus Worms) und Eugénie Emilie Adler (geboren 1864 in Frankfurt) und Nichte von Lucien Lévy-Bruhl (der die Schwester Alice Louise von Paul Bruhl heiratete und sich dann Lévy-Bruhl nannte). Der Vater von Paul Bruhl war von Worms in die USA ausgewandert, hatte dort durch Erfindungen ein Vermögen gemacht und sich dann in Frankreich niedergelassen mit umfangreichem Grundbesitz in Chatou. 1891 starb die Mutter von Hélène Bruhl nach Geburt der zweiten Tochter Louise und der Vater heiratete Marguerite Casevitz, mit der er drei Söhne hatte (darunter Adrien Bruhl).
Sie studierte zuerst Mineralogie an der Sorbonne bei Frédéric Wallerant und erhielt bei ihm 1912 ihr Diplom in Physik mit einer Arbeit über die Kristallographie von Lithiumchlorat. 1918 wurde sie in Paris in Wissenschaftsgeschichte promoviert mit einer Dissertation über die Entwicklung der Kristallographie. Darin zeigte sie, wie sich die Kristallographie Ende des 18. Jahrhunderts als eigenständige Disziplin entwickelte. Anschließend wandte sie sich der Entwicklung der Chemie zu, und ihre Arbeit, deren erster Teil 1923 erschien (Les doctrines chimiques en France, du debut du XVIIe à la fin du XVIIIe siècle) erhielt 1924 den Prix Binoux der Académie des Sciences. Der zweite Teil erschien 1930 (Newton, Stahl, Boerhaave et la doctrine chimique) und ihre Vorlesungen am Institut d’Histoire de Science an der Sorbonne von 1932/33 (La philosophie de la matière chez Lavoisier) können als dritter Teil aufgefasst werden.
Sie wandte sich zunehmend der Philosophie zu und gewann 1925 den Prix Bordin der Académie des sciences morales et politiques mit Les concepts scientifiques. Als Philosophin war sie Schülerin von Émile Meyerson und Lucien Lèvy-Bruhl, war aber keine strikte Anhängerin des Positivismus. Ihr Interesse galt auch nichtrationalen Einflüssen auf die Wissenschaftler, dem Einfluss von Ideologien (Religion, Philosophie) und Irrwegen der Wissenschaft (worin sie von Léon Brunschvicg unterstützt wurde). Das führte sie unter anderem in einer Arbeit über den Einfluss der Natürlichen Religion auf einige von Newtons englischen Kommentatoren aus (Attraction universelle et religion naturelle chez quelques commentateurs anglais de Newton, 1938) und plante eine Untersuchung ähnlicher Art in Bezug auf Étienne Bonnot de Condillac und Antoine Laurent de Lavoisier, konnte das aber nicht mehr realisieren.
Sie war Mitglied der Sektion Wissenschaftsgeschichte des Centre Internationale de Synthèse (CIS) in Paris von Henri Berr und Aldo Mieli und Gründungsmitglied der International Academy of the History of Science und ihrer Vorgänger. 1931 bis zu ihrer Verhaftung war sie deren Schatzmeisterin und Administratorin. Sie spielte 1933 eine wichtige Rolle bei der Verlegung des International Congress for the History of Science (angesichts der Machtergreifung der Nationalsozialisten), der für 1934 in Berlin geplant war (er fand in Coimbra statt). Sie war auch Bibliothekarin von deren Bibliothek in der Rue Colbert in Paris. Ab 1939 verwaltete sie auch die Bibliothek des CIS. Sie war Sekretär der Groupe Francais d’Histoire des Sciences und hatte enge Kontakte zu Wissenschaftshistorikern wie Pierre Brunet, Alexandre Koyré, George Sarton, Federigo Enriques, Aldo Mieli, Robert Lenoble und Paul Mouy. Thomas S. Kuhn bezeichnete sie im Vorwort zu The Structure of Scientific Revolutions als prägenden Einfluss seiner Beschäftigung mit Wissenschaftsgeschichte.
Mit Beginn der deutschen Besatzung ging sie nach Lyon an das Bureau d’Études Israelites, um sich mit der Philosophie des jüdischen Monotheismus zu befassen. Davon erschien die Zusammenfassung in der Revue philosophique 1947 und die Einleitung 1954 in einem Buch, das ihr Bruder Adrien Bruhl herausgab: La science, l’appel de la religion et la volonté moderne.
Im Februar 1944 wurde sie in Lyon verhaftet, ins Sammellager Drancy gebracht und am 7. März ins Konzentrationslager Auschwitz deportiert, wo sich ihre Spur verliert (von den 1501 Juden des Transports überlebten nur 20).
1913 heiratete sie Paul Metzger (1881–1914), einen vielversprechenden Wissenschaftler, der am Anfang des Ersten Weltkriegs fiel.

## Schriften
- La genese de la science des cristaux, Paris 1918, Nachdruck 1970
- Les doctrines chimiques en France, du debut du XVIIe a la fin du XVIIIe siècle, Paris 1923, Nachdruck 1970
- Les concepts scientifiques, Paris 1926
- La Chimie, Paris 1930 (Histoire du monde: La civilisation europèenne moderne 4)
- Newton, Stahl, Boerhaave et la doctrine chimique, Paris, 1930
- La philosophie de la matière chez Lavoisier, Paris, 1935
- Attraction universelle et religion naturelle chez quelques conmentateurs anglais de Newton, Paris, 1938
- La science, l’appel de la religion et la volonté humaine, Hrsg. Adrien Bruhl, Paris, 1954.
- La Méthode philosophique en histoire des sciences, Hrsg. Gad Freudenthal, 1987
- Extraits de lettres, 1921–1944, in: Gad Freudenthal (Hrsg.), Études sur / Studies on Hélène Metzger, 1990, S. 247–269.